# Witkeelbuizerd
De witkeelbuizerd (Buteo albigula) is een roofvogel uit de familie van de Accipitridae.

## Verspreiding en leefgebied
Deze soort komt voor in Argentinië, Bolivia, Chili, Colombia, Ecuador, Peru en Venezuela.

## Status
De grootte van de populatie wordt geschat op 1000-10.000 vogels. Op de Rode lijst van de IUCN heeft deze soort de status niet bedreigd.